# جورجينيو (لاعب كرة قدم مواليد 1988)
جورجينيو هو لاعب كرة قدم برازيلي في مركز الهجوم، ولد في 3 مايو 1988 في Pereira Barreto ‏ في البرازيل. لعب مع نادي تشيرنو مور فارنا.

## وصلات خارجية
- جورجينيو (لاعب كرة قدم مواليد 1988) على موقع قاعدة بيانات كرة القدم.إي يو (الإنجليزية)
- جورجينيو (لاعب كرة قدم مواليد 1988) على موقع Soccerway.com (الإنجليزية)